# 반달가면
《반달가면 시리즈》는 비유엠 영화 제작소의 영화로 1990년 《전설의 용사 반달가면》로 시작하여 6탄인 《헤라클행성으로 돌아온 반달가면》까지 나왔다. 어린이 영화임에도 특이하게 희극 배우가 아닌 가수인 김흥국을 주연으로 촬영했다.
반달가면 시리즈 중 후기 시리즈들은 전작의 주요 장면들을 짜깁기해서 제작했다.

## 시리즈 목록
- 《전설의 용사 반달가면》(1990년) - 김흥국
- 《신비의 용사 반달가면》(1991년) - 김흥국
- 《우주의 용사 반달가면》(1991년) - 김흥국, 박지수
- 《위기의 용사 반달가면》(1991년) - 김흥국, 박지수
- 《환상의 용사 반달가면》(1992년) - 김흥국, 박지수, 김동욱
- 《헤라클행성으로 돌아온 반달가면》(1992년) - 이재영, 박지수, 김동욱

## 같이 보기
- 슈퍼 홍길동 시리즈
- 검객 산지니 시리즈